# Grillo Parlante
Il Grillo-parlante, formattato in Grillo Parlante negli adattamenti, è un personaggio immaginario del libro Le avventure di Pinocchio. Storia di un burattino di Carlo Collodi. Il grillo parla con il burattino e lo ammonisce, impersonando la voce della coscienza che cerca di orientare Pinocchio verso le scelte giuste.

## Ruolo nella storia
Ritornato a casa dopo aver mandato il padre in prigione, Pinocchio fa la conoscenza del Grillo, che si introduce dicendo che vive nella casa di Geppetto da oltre un secolo. Fa quindi la predica al protagonista e lo mette in guardia sul destino che lo attende se continua a bighellonare (addirittura prefigurando il destino che lo attende al paese dei balocchi). Pinocchio ignora tali moniti, esprimendo il suo desiderio di continuare a divertirsi ed evitare la scuola, ammirando come unico mestiere quello del vagabondo. Il Grillo finisce con il prendere in giro Pinocchio con un insulto riguardo la sua testa di legno e per questo commento, Pinocchio gli lancia un martello contro. Il narratore spiega che forse non era sua intenzione colpirlo, eppure lo centrò dritto in testa e lo uccise.
Già nel seguente capitolo, Pinocchio è pentito di non avergli dato retta quando inizia a non trovare cibo e capendo così che dovrebbe forse dare un tentativo alla scuola. Menziona anche i suoi moniti quando in un primo momento rifiuta di seguire il Gatto e la Volpe.
Nel capitolo tredicesimo, il Grillo ricompare sotto forma di fantasma e tenta nuovamente di far ragionare Pinocchio che sta per riprendere il cammino verso il campo dei miracoli, ma anche in questo caso i suoi ammonimenti saranno vani.
Nel capitolo sedicesimo, il Grillo riappare vivo e vegeto ed è uno dei dottori, insieme al Corvo e alla Civetta, che visitano Pinocchio nella casa della bambina dai capelli turchini: si dimostra il più assennato dei medici, poiché è l'unico che capisce che Pinocchio è ancora vivo e, per dimostrarlo (forse approfittandone per vendicarsi di quello che ha passato) ricorda i suoi cattivi comportamenti e delle potenziali conseguenze ricadute su Geppetto, facendolo piangere.
Dopo quella scena, il Grillo fa la sua comparsa finale nell'ultimo capitolo. Fuggiti dalla pancia del Pesce-cane, Pinocchio e Geppetto arrivano ad una capanna di proprietà del Grillo, che ricorda a Pinocchio (felice di rivederlo) come andò il loro primo incontro. Pinocchio addirittura gli chiede di ripagarlo alla stessa maniera ma di permettere al padre di restare. Il Grillo si rallegra a tali parole, dicendo che non serba rancore ma ricorda a Pinocchio che "in questo mondo, quando si può, bisogna mostrarsi cortesi con tutti, se vogliamo esser ricambiati con pari cortesia nei giorni del bisogno." Quindi spiega che ha ottenuto la capanna da una capretta (la Fata) dopo che si era convinta di aver perso Pinocchio per mano del Pesce-cane, poi spiega a Pinocchio che per rimettere il padre in sesto può domandare del latte ad un contadino nelle vicinanze. Dopo questa scena, Grillo non ha più ruoli per la storia.

### Il compagno Pinocchio
Ne Il compagno Pinocchio, versione russa di Aleksej Nikolaevič Tolstoj, il grillo parlante ha un ruolo importante in quanto protettore del teatro del fulmine, il MacGuffin della trama. Incontra Burattino alla stessa maniera di Pinocchio, redarguendolo sul suo comportamento e come l'originale personaggio prefigurò una delle disgrazie di Pinocchio, questo grillo avverte Burattino di comportarsi bene o diverse disgrazie e disavventure lo seguiranno. Burattino tenta di lanciargli un martello ma, capito l'antifona, il grillo se ne va da solo, sparendo dietro la cucina dipinta della casa (dove si trova il teatro). Nel finale della storia, quando Burattino e i suoi amici raggiungono il teatro, il grillo si congratula con Pinocchio ma gli dice anche che, con un po' di buonsenso e educazione si sarebbe risparmiato le noie che ha passato per arrivare fino a lì, per poi uscire di scena, affidando il teatro al protagonista. Nonostante abbia, come il personaggio originale, più di centro anni, il narratore specifica che la sua voce rauca fu il risultato dall'essere quasi schiacciato da giovane da un oggetto pesante.

## Descrizione
Il Grillo Parlante rappresenta la saggezza delle persone di buon senso, ma anche la stessa coscienza di Pinocchio: nelle prime due apparizioni, quando il burattino è ancora ingenuo e poco assennato, il Grillo viene messo violentemente a tacere, a rappresentare la cattiva considerazione che i ragazzacci hanno delle persone sagge, ma anche della propria voce interiore che li porta a riflettere sui comportamenti sbagliati.
Nelle successive due apparizioni i consigli del Grillo hanno più successo perché la sua storia va di pari passo a quella di Pinocchio, che si sta lentamente trasformando in un bravo ragazzo: nel primo caso lo pungono nel vivo, mettendolo di fronte alle sue cattiverie; nel secondo caso invece segna il primo vero passo verso l'accettazione degli altrui consigli e della propria bontà.
Può sembrare strano che il Grillo Parlante "resusciti" nel capitolo XVI dopo essere stato eliminato da Pinocchio ed essere successivamente ricomparso come spirito; questo si può spiegare col fatto che l'intenzione di Collodi era quella di far terminare le Avventure di Pinocchio proprio nel capitolo XVI, con la morte del burattino. Tuttavia nel libro non è mai data una ragione per la sua resurrezione.

## Altri media

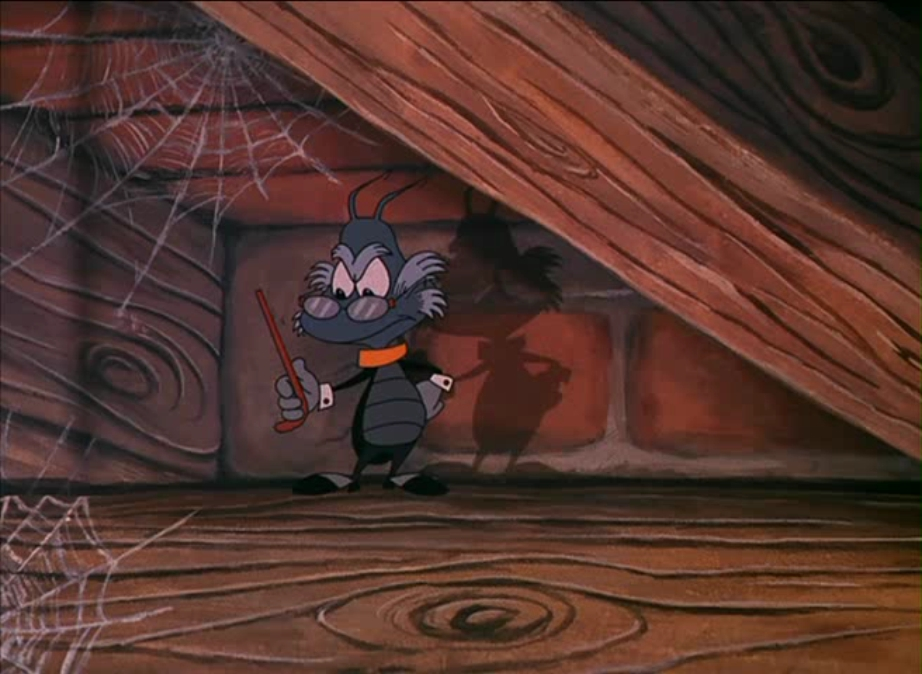
Il Grillo Parlante in Un burattino di nome Pinocchio.

Grazie alla rappresentazione della versione Disney, molti adattamenti hanno ingrandito la figura del Grillo Parlante, anche chi cerca di seguire fedelmente il romanzo tende come minimo a dargli anche il ruolo che spettava ad altri animali o personaggi minori. I più liberi adattamenti spesso copiano dalla versione Disney, facendone una guida morale e un compagno di viaggio per il protagonista. Anche le rarissime occasioni in cui il Grillo è assente, vi è quasi sempre un sostituto con un simile ruolo di voce della ragione per la marionetta.
- Nel film del 1947 Le avventure di Pinocchio di Giannetto Guardone, il Grillo (come il resto degli animali) è interpretato da un attore con indosso una pratica maschera semovente. Nella prima scena, grazie ad un gioco di inquadrature, risulta piccolo, ma quando poi viene interpellato come medico ha una taglia umana, nella figura di fantasma si ode solo la sua voce e la capanna è assente (a fine storia, Pinocchio e Geppetto tornano direttamente a casa loro). A interpretarlo è Cristina Pagliarini, ma la voce è di Aldo Silvani.[11] Rispetto al libro, Pinocchio lo menziona più volte come una specie di nemesi: quando semina le monete al campo dei miracoli commenta su come vorrebbe sfacciare la sua imminente fortuna davanti alla sua faccia e quando chiede a Lucignolo del paese dei balocchi, chiede se non ci troverà Grilli parlanti laggiù e quando Pinocchio si trasforma, piangendo della triste sorte, aggiunge che "i grilli gli sono passati alla testa".
- Nel film animato italiano del 1971 Un burattino di nome Pinocchio di Giuliano Cenci, è doppiato da Lauro Gazzolo. Ha lo stesso ruolo che ha nel libro (viene però tagliata la scena dei tre dottori) e ha un aspetto alquanto cartoonesco rispetto a molti dei personaggi animali che sono poco stilizzati. Questa versione ha le basette, gli occhiali e un bastone da passeggio, rendendolo una delle poche versioni a farlo anziano.
- Nell'anime del 1972 Le nuove avventure di Pinocchio, il Grillo Parlante abitava nel ramo da cui Geppetto intaglia Pinocchio. La notte, il Grillo assiste quando la Fata della Quercia anima la marionetta, si presenta a Pinocchio e tenta di guidarlo, ma il burattino per sbaglio lo spinge contro un mobile, facendogli cadere addosso un martello che lo uccide. In seguito, il Grillo compare in forma di fantasma, udibile e visibile solo a Pinocchio, venendo spesso ignorato quando lo intima a ripensare alle sue azioni. Col progredire della saggezza di Pinocchio, Grillo compie sempre meno apparizioni, quasi unicamente riservate se non vi sono altri personaggi di supporto positivi per il protagonista. Nell'episodio "Il lago misterioso", un altro Grillo Parlante appare, che spiega a Pinocchio le proprietà del lago.
- Nello sceneggiato TV del 1972 Le avventure di Pinocchio di Luigi Comencini, il ruolo del Grillo è ridotto solo alla scena iniziale. È doppiato da Riccardo Billi (che doppiò la sua voce canora nel film Disney) ed è rappresentato da una grossa ombra di un grillo proiettata sul muro. Pinocchio gli lancia contro uno spargi-cenere, uccidendolo e rompendo così anche la foto della moglie defunta di Geppetto (ossia la Fata), motivo per cui lo ritrasforma in un burattino, facendogli bruciare i piedi. Una lucciola prende il ruolo che aveva il fantasma del grillo e la Lumaca e la Fata usano le sue frasi durante il referto medico. Grillo è anche alluso nella canzone della Fata.
- Nell'anime Pinocchio del 1976, il Grillo Parlante è completamente assente. A prendere il suo ruolo sono il picchio domestico (presente però in pochi episodi) di Geppetto Rocco e la paperella Gina che Pinocchio trova nell'uovo che voleva mangiarsi e che adotta, portandosela dietro sotto il cappello. Entrambi tentano di guidare Pinocchio per la retta via, venendo ignorati per buona parte della storia finché la marionetta non diventa coscienziosa. Da notare che la storica sigla del cartone, primo brano di Cristina D'Avena, contiene un verso sul Grillo Parlante, nonostante la sua totale assenza nella serie.
- Nel film animato del 1987 I sogni di Pinocchio, un seguito della storia, il Grillo Parlante se ne è andato per la sua via e Pinocchio ha intagliato una lucciola di legno simile a lui in suo onore. Durante il suo compleanno, la fata anima la figurina che Pinocchio nomina Gee Willikers. Come il Grillo Parlante, Pinocchio lo ascolta ma spesso le cattive compagnie tendono a tenerlo lo lontano da lui per sviarlo. Nei suoi tentativi di riunirsi al suo protetto, Willikers incappa in Ape Guerriera e aiuta la comunità di insetti da alcuni predatori, ottenendo poi il loro aiuto nell'atto finale della storia.
- Nel film diretto da Diane Eskenazi del 1992, il ruolo del Grillo è un misto tra la versione Disney e quella del libro: è più rispettato e ascoltato da Pinocchio e lo accompagna un po' più spesso nella storia. Questa è un'altra delle rare versioni in cui è rappresentato anziano.
- Nel film del 1996 Le straordinarie avventure di Pinocchio, al Grillo viene dato il nome di Pugnazio e il soprannome di Pepe. Pepe incappa in Pinocchio dopo che Pinocchio ha mandato il padre in prigione e, inizialmente suscettibile all'insetto per quello che Lucignolo gli ha raccontato sulle termiti, tenta di schiacciarlo. Pepe non serba rancore e, spiegata la situazione, si offre di accompagnarlo nel mondo esterno per fare di lui un ragazzo per bene. Compare e scompare in continuazione, spesso con diversi copricapi per adattarsi alla location, offrendo a Pinocchio degli insegnamenti che Pinocchio capisce troppo tardi. Quando Pinocchio diventa umano, Pepe si congratula con lui e se ne va, rivelandosi poi il narratore del film. In questo film è un realistico ma espressivo grillo verde animato al computer.
  - Nel seguito del 1999 Il mondo è magia - Le nuove avventure di Pinocchio, l'anonimo nano della compagnia di Madame Flambeau (interpretato da Warwick Davis) si scopre essere Pepe, che dovrà guidare Pinocchio, per conto della bambina dai capelli turchini, verso la sua fonte. Grazie alla sua magia, Pepe è in grado cambiare da forma umana a forma insetto.
- Nel film del 2002 Pinocchio di Roberto Benigni, Peppe Barra interpreta il Grillo, dotato solo di due antenne e rimpicciolito all'altezza di un insetto. Mantiene gli stessi primi tre ruoli che ha nel libro, poi sostituisce il pappagallo al campo dei miracoli e, come nella versione Disney, sembra essere incaricato dalla Fata di trovare Pinocchio nel paese dei balocchi, rischiando più e più volte la vita a causa dei giochi e degli schiamazzanti bambini, trovando Pinocchio solo quando è troppo tardi. Come nel film di Guardone, Pinocchio e Geppetto tornano direttamente a casa, ma Grillo ha modo di salutare Pinocchio nei suoi ultimi attimi da marionetta assieme alla Fata e Medoro.
- In Pinocchio - Il grande musical del 2003, il Grillo Parlante ha un ruolo alquanto diverso: mentre Geppetto si assenta per comprare il libro di scuola, Pinocchio incontra il Grillo Parlante che si offre di fargli da coscienza e quando il burattino poi tenta di presentarlo a Geppetto, questi è sparito e compare solo a Pinocchio durante il suo brano (Il Grillo Parlante). Durante Gatto & Volpe S.p.A., il Grillo interrompe la canzone nel tentativo di avvertire Pinocchio, ma i due lo scacciano via prima che il protagonista si accorga della sua presenza. Mentre Pinocchio è nel Paese dei Balocchi, il Grillo si ripresenta nel tentativo di riportare Pinocchio sulla retta via, ma l'insetto si accorge che Pinocchio non lo vede o lo sente più, e lo lascia sconsolato pensando che il burattino ha perso del tutto i suoi buoni propositi. Infine, il Grillo gira tra il pubblico in cerca di Pinocchio durante lo spettacolo degli asini e quando scopre che uno di loro si chiama Pinocchio, crede di aver fatto un errore e se ne va. Pinocchio tenta di raggiungerlo, ma inciampa e si azzoppa.
- In Pinocchio 3000, il cyber-pinguino Spencer prende il suo ruolo: nei retroscena era un pinguino normale che vive al Polo con la sua numerosa famiglia, finché non fu rapito e robotizzato da Scamboli, per poi essere salvato da Geppetto, per cui è diventato un maggiordomo. Quando Pinocchio viene creato, Spencer gli fa da zio e lo accompagna a scuola insegnandoli, a modo suo, le regole della strada e della distinzione tra giusto e sbagliato, poi scappa via quando Cabby e Rodo, gli scagnozzi di Scamboli, attaccano briga con lui. Spencer ricompare poi nell'atto finale dove cerca di aiutare Pinocchio a fermare il piano del malvagio sindaco. Una gag ricorrente, lo vede citare strambi detti e proverbi imparati dalla sua famiglia.
- Nel film animato del 2007 Bentornato Pinocchio, un seguito della storia, il Grillo è un servitore della Fata Turchina che compare da metà film per assistere Pinocchio nell'avventura, ma non ha ruoli importanti.
- Nella miniserie del 2009, una delle rare versioni in cui il personaggio è femmina, è interpretato da Luciana Littizzetto. Si tratta di un grillo antropomorfo a misura d'uomo che lavora in una biblioteca che la Fata evoca affinché guidi Pinocchio nella sua strada per diventare umano a pieni effetti, rendendola invisibile e inudibile a tutti meno che a Pinocchio e la Fata stessa. Come al solito, Pinocchio non le da mai ascolto e si sorbisce le sue prediche quando è tardi e lo stesso Grillo perde la pazienza con lui, incassando martellate e spinte dal protagonista. A metà della storia Pinocchio diventa più rispettoso nei suoi confronti e addirittura ci rimane male quando le dovrà dire addio alla fine. Data la sua professione di bibliotecaria, usa spesso aforismi legati alla dettatura, scrittura e ortografia. Grillo non ha niente a che fare nella scena dei medici (qui tre normali e inetti medici umani) e a possedere la capanna dove Geppetto si riposa è una vecchietta che si scoprirà essere la Fata.
- Nel film animato del 2012 ha gli stessi ruoli del libro, meno l'ultimo che viene tagliato e, come nella versione di Guardone, è inizialmente piccolo ma nella scena dei medici ha proporzioni umane. È doppiato da Carlo Valli.[12]
- Nella miniserie tedesca del 2013, è una grilletta (animata in CGI) di nome Coco. Viveva nel ramo da cui Pinocchio viene intagliato e si stabilisce nella sua tasca a cassetto a opera compiuta. Quando la marionetta viene poi animata dalla ninfa dell'albero, Coco si presenta a Pinocchio e i due fanno amicizia. Rispetto a molte versioni, Coco è rispettata e ascoltata da Pinocchio, tranne che per la scena del campo dei miracoli, dove hanno il loro unico litigio che Pinocchio teme possa essere finito in tragedia quando pensa di averla schiacciata. Coco viene presentata anche agli amici di Pinocchio, ma non possono capirla, e Pinocchio perderà questo dono quando diventa umano, ma le crea una casetta di legno per sostituire la tasca.
- Nel film del 2019 Pinocchio di Matteo Garrone, Davide Marotta interpreta il Grillo. I suoi primi tre ruoli sono mantenuti (con l'unica differenza che non muore per la martellata e si limita a rintanarsi nella sua tana addolorato, per tanto non è uno spettro al secondo incontro) e, per quanto la capanna sia presente, non appartiene a nessuno e il Grillo non compare quindi alla fine.
- In Pinocchio: A True Story, a prendere il ruolo dell'animale-amico di Pinocchio è il cavallo Tibalt, ma il suo carattere lo rende molto più simile a Lucignolo.
- Nell'adattamento in stop motion del 2022 di Guillermo del Toro, il Grillo è un insetto giramondo e scrittore di nome Sebastian J. Grillo (Sebastian J. Cricket), che si stabilisce nell'albero dalla tomba di Carlo. La sera in cui Sebastian si stabilisce, l'ubriaco Geppetto abbatte l'albero per crearsi un Carlo di legno. Sebastian è mortificato al vedere la sua casa rifatta (per quanto l'incavo che gli fa da tana è ancora presente nel torso del burattino) e ferma anche lo Spirito del Bosco dal fare altre modiche quando tenta di animare la marionetta, ma lo spirito decide allora di offrigli un desiderio qualsiasi se in cambio guiderà Pinocchio nel suo viaggio che è la vita. Intenzionato a rendere la sua autobiografia un bestseller, Sebastian accetta e tenta di aiutare Geppetto a crescere Pinocchio. Quando Pinocchio va a scuola, viene traviato dal Conte Volpe che, con l'aiuto di Spazzatura, si sbarazza del Grillo e dei suoi moniti. Sebastian viene poi lasciato indietro da Pinocchio quando decide di unirsi a Volpe per ripagare i debiti del padre e scappare alla guerra, e il falegname e il grillo partono insieme alla sua ricerca, venendo poi divorati dal Pescecane. Quando Pinocchio perde definitivamente la sua vita per salvarli dal mostro, Grillo usa il suo desiderio dichiarando di essere riuscito a fare di Pinocchio un bravo bambino, anche con il poco che gli ha insegnato, chiedendo che ritorni in vita. In seguito, Sebastian vivrà a lungo e, alla sua morte, il suo corpo viene messo in una scatola di fiammiferi nel petto incavo di Pinocchio e il suo spirito diventa uno dei servitori della Morte. Nei titoli di coda canta una canzone (che tentava cantare per tutto il film) in cui spiega le lezioni di vita che gli ha dato suo padre. Ewan McGregor e Massimiliano Manfredi gli offrono la loro voce.
- In Pinocchio and Friends tenta a suo solito di aiutare Pinocchio, ma è molto impacciato e ignorato dal suo protetto.
- In Pinocchio Musical il Grillo nel primo tempo è interpretato da un pupazzo di un grillo, ma nel secondo atto è interpretato da un attore. Non viene martellato (Pinocchio gli sbatte solo la porta dell'armadio in faccia) e quindi non diventa uno spettro. Rimane a casa della fata durante il secondo atto, e non viene incontrato alla fine, in quanto Pinocchio e Geppetto tornano a casa propria.
- Il manga Pinocchio, scritto da Osamu Tezuka, mischia il film Disney col libro originale e molti dei personaggi, Grillo incluso, mantengono l'aspetto e il carattere Disneyiano, per tanto buona parte delle sue azioni sono le stesse del film, più un paio di aggiunte con le scene originali del libro: per esempio, Grillo è beccato da Mangiafuoco mentre tenta di liberare Pinocchio e si accinge a bruciarlo, ma Pinocchio chiede che venga risparmiato e che lui sia gettato nel fuoco, facendogli sostituire così Arlecchino. Altra differenza è che Geppetto è conscio della sua presenza ed è lui a ospitarlo in casa e, per questa sua generosità, deciderà di aiutare Pinocchio facendogli da coscienza per ripagare il gentil gesto.[13]
- In Pinocchio. Storia di un bambino, i Grilli Parlanti sono gli improbabili "antagonisti" di questa versione invertita di Pinocchio. In un mondo abitato da burattini bugiardi che ripudiano l'onestà, i Grilli Parlanti tentano di forzare in loro la verità nelle parole e l'onestà morale nascondendosi nei loro corpi. Questo conduce ad una guerra tra i burattini e i Grilli e uno di essi si rifugia in un pezzo di carne che otterrà l'abilità di parlare e da cui il macellaio Geppetto ne creerà Pinocchio. Pinocchio "incontra" il proprio Grillo per la prima volta in sogno quando lo avverte del Gatto e la Volpe. Poi, Pinocchio incappa in un soldato burattino spaccato metà, dove in una delle sue due parti è nascosto un Grillo, facendo litigare le due metà quando una non fa altro che mentire e l'altra lo sgrida dicendo la verità. Più tardi, Lucy dirà che sin da piccola suo padre ha sempre pensato che in bocca avesse in Grillo, ed è infatti così e vuole liberare delle uova di grillo nel paese dei balocchi, ma viene fermata dalla milizia dei burattini e il suo Grillo viene estratto. Quando arriva il momento di Pinocchio, ormai convinto dalle parole bugiarde dei burattini e l'ormai libera Lucy, egli chiede di avere l'onore di schiacciarlo. Il fumetto si conclude con Pinocchio che ignora le suppliche del Grillo e, ricordando i bei momenti con Lucy, lo schiaccia a mani nude, diventando così un burattino come gli altri.[14]
- In Pinocchio, il colore della notte, che vede la storia del libro dal punto di vista della fata, si scopre che il Grillo è rimasto un'ombra quando esegue il referto medico su Pinocchio, poi è incaricato dalla fata di invitare Geppetto alla sua casa per riunirlo al figlio, ma la fata scopre che potrebbe non averlo fatto: molto probabilmente, consapevole che la fata stava andando contro la sua padrona, l'Ombra della Coniglia, già privandola della morte di Pinocchio, si è rifiutato di peggiorare la situazione. Infatti, la Coniglia giunge a punire la fata il giorno seguente. Nella fuga, la fatina attacca l'ombra del Grillo ai suoi capelli e per il resto della storia se lo manterrà con il letterale fiato sul collo, mentre la critica per le sue azioni impulsive e danneggianti nei confronti suoi e di Pinocchio. Dopo che Pinocchio viene venduto al tamburino, la fata teme di averlo perso e si libera così di Grillo riportandolo in vita, così che possa godersi la capanna che gli aveva donato anzitempo. Dopo aver perso completamente le speranze alla vista di Pinocchio che viene divorato dal Pesce-cane, la fata torna mesta dalla Coniglia, mentre il Grillo e la Lumaca tacciono del suo fato a Pinocchio ma, notando come la Coniglia sta usando i capelli e i sogni della fata per espandere il suo dominio, fingono che la fata è malata e, alla vista dei denari che Pinocchio ha immediatamente arreso a lei, la fata si riprende, si libera della Coniglia, e trasforma Pinocchio in bambino.[15]
- In Shrek, compaiono ben due Grilli Parlanti:
  - In Shrekkato da morire, nel segmento "Lo Shreksorcista", il Grillo si è insidiato nella testa di Pinocchio, spingendolo a comportarsi come un pazzo. Quando Pinocchio precipita giù per le scale del suo villaggio, il Grillo gli esce dall'orecchio e gli spiega che lo ha influenzato considerandosi sua coscienza, ma Pinocchio lo spiaccica. Da quell'esperienza, Pinocchio è terrorizzato dai grilli e, dopo la storia, Shrek usa tale paura per farlo scappare via, mostrandogli un normale grillo. In questo corto, il Grillo è un realistico grillo rosso con il cilindro e il bastone.
  - Ne Il gatto con gli stivali 2 - L'ultimo desiderio, Jack Horner è in possesso di un insetto etico (Ethical Bug) che guida la gente persa verso la retta via, ma ovviamente il fornaio non sa che farsene e lo ignora spudoratamente, cosa che gli si torcerà contro nel finale. Dato il suo aspetto di insetto cartoonesco con una divisa da scolare, il personaggio risulta essere una parodia del grillo disneyano.
- In Lies of P, Pinocchio gira con una lanterna alla cinta contenente un grillo parlante di nome Gemini (storpiatura del suo nome Disneiano) che gli fa da guida.
- In varie serie animate e televisive sulle fiabe, il Grillo Parlante (o chi per lui) compaiono negli episodi dedicati a Pinocchio,
  - Le più belle favole del mondo: nei quattro episodi dedicati a Pinocchio, la Fata Turchina veglia su Pinocchio sotto le spoglie di una grilletta, mentre ad accompagnare Pinocchio per buona parte della storia è un uccellino. La grilla appare nella prima parte, rimproverando Pinocchio per aver fatto lo schizzinoso e il maleducato di fronte al poco cibo che può permettersi Geppetto, il burattino tenta di schiacciarla, ma si trasforma in Fata e scompare davanti agli occhi increduli del burattino. Nella seconda parte, la Fata è informata dall'uccellino del pericolo del Gatto e della Volpe, e (riprese le sembianze di grillo), cerca di avvertire Pinocchio senza successo. Per il resto della storia, la Fata mantiene perlopiù il suo aspetto da fata.
  - Le fiabe più belle: il Grillo Parlante ha elementi misti alla versione Disney e la versione del libro. Quando si presenta a Pinocchio, questi non lo prende sul serio e poi lo calcia contro il muro, stordendolo, poi ha modo di parlargli educatamente quando il Grillo gli spiega chi sia la Fata Turchina, poi lo va a prelevare dal Paese dei Balocchi quando la trasformazione ha inizio, per avvisarlo non solo del pericolo, ma anche del fatto che Geppetto è scomparso mentre lo cercava in mare. Ricompare nel finale a congratularsi con Pinocchio, assistendo alla sua trasformazione in bambino.
  - Happily Ever After: Fairy Tales for Every Child: a fare da Grillo Parlante è una termite di nome Scheggia (Woody), obbligato dalla Fata di guidare il protagonista sulla retta via, anziché rosicchiarselo. Ha lo stesso ruolo che ha nel film Disney.
  - Tre gemelle e una strega: le tre gemelle protagoniste della serie prendono per certi versi il ruolo del Grillo, tentando di aiutare Pinocchio a uscire dai primi guai in cui incappa per colpa della Strega Annoiata.
  - Timon e Pumbaa: nel episodio "Timonocchio", Rafiki prende le vesti del personaggio, nelle sembianze di un normale grillo, per avvisare Timon di non darsi troppe arie per non far allungare la sua coda.
  - Colorado - 'Sto classico: Paolo Ruffini interpreta il Grillo (la cui stazza umana viene spiegata dicendo che è un ibrido risultato tra le relazione tra un grillo e una donna umana). Tenta di aiutare Pinocchio, ma i suoi insegnamenti sono talmente poco chiari che finiscono col mettere il protagonista nei guai quando li prende alla lettera. Durante gli intermezzi-intervista, Grillo bisticcia in continuazione con il Pappagallo del campo dei miracoli mentre si contendo il ruolo di mentori, ma a fine puntata, entrambi sono sgridati da Pinocchio, diventato un adulto responsabile per conto suo, per le loro morali poco chiare.
  - Simsalagrimm: i protagonisti Doc Croc e Yoyo prendono il ruolo di guida nell'episodio di Pinocchio, ma il personaggio stesso compare con un ruolo completamente diverso da qualsiasi versione: mentre è prigioniero del burattinaio, Pinocchio sospira e si dispera, infastidendo il Grillo nella carrozza che, volendo pace e silenzio (e sentendosi triste per la marionetta), prende la chiave della gabbia e lo libera. Tuttavia, quando Pinocchio viene di nuovo catturato dal burattinaio e rimesso in gabbia nella carrozza, il Grillo non è più presente ad aiutarlo (lasciando intuire che se ne sia andato quando ha raggiunto la sua destinazione).

### Versione russa
Il Grillo Parlante compare senza drastiche differenze in due adattamenti de Il compagno Pinocchio: la versione animata del 1959, Le avventure di Pinocchio, e in The Adventures of Buratino del 1975, in cui è interpretato da un pupazzo viola. 
Nel film estone del 2009, Buratino, una parodia moderna della storia, il Grillo Parlante si chiama Timoteo e, come al suo solito, funge come la non ascoltata guida di Buratino, venendo rappresentato più comicamente. 

### Versione Disney

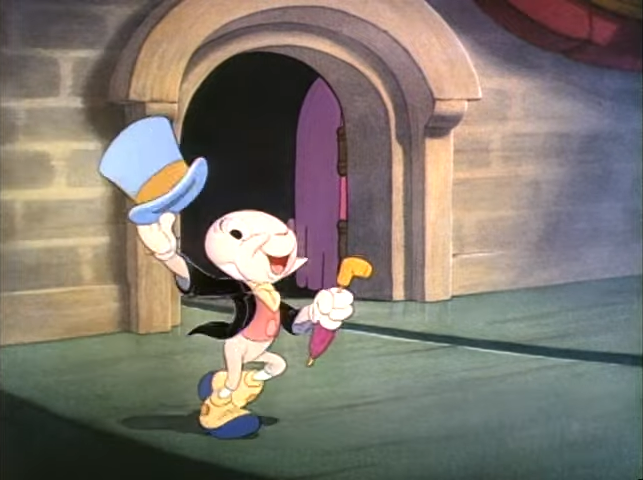
Il Grillo Parlante nella versione Disney

Il Grillo Parlante è portato nel 1940 sugli schermi dalla Disney nel film Pinocchio, e nella versione inglese è chiamato "Jiminy Cricket". Nel film è un grillo antropomorfo con abito da gentiluomo, cappello a cilindro e un ombrello ed è investito dalla fata con il ruolo di coscienza di Pinocchio affinché lo aiuti nella sua missione di diventare un bambino vero. Nella versione italiana è doppiato da Carlo Romano. 
Il Grillo diventa anche il protagonista-spettatore del film Bongo e i tre avventurieri, e interpreta lo Spirito del Natale Passato nel Canto di Natale di Topolino. Compare poi in diverse serie Disney come House of Mouse - Il Topoclub e in alcuni videogiochi, quali la saga di Kingdom Hearts.

## Nella musica
Nel 1977 il cantante napoletano Edoardo Bennato, nell'album Burattino senza fili, dedica al personaggio la canzone Tu grillo parlante, in cui viene visto come una fuga dalla libertà e della convinzione di dover abbracciare una vita piena di rischi. 
Al Grillo Parlante nell'album dei Pooh Pinocchio del 2002, è dedicata la canzone " Il Grillo Parlante", perfettamente fedele allo spirito del personaggio. Ripresa l'anno successivo nell'omonimo musical.